# Tallinns rådhus
Tallinns rådhus (estniska: Tallinna raekoda), som ligger vid Rådhustorget i Gamla staden i Tallinn i Estland är norra Europas äldsta och enda bevarade rådhus i gotisk stil. Byggnaden används idag som fest- och konsertlokal samt för representationsändamål.

## Historik
Tallinns rådhus omnämns i historiska källor redan på 1300-talet. Huset byggdes om och restaurerades 1401—1404 och fick då sin nuvarande utformning.
Tallinns rådhus var säte för stadens förvaltning och ledning i närmare 700 år. Det var här rådsherrarna sammanträdde och arbetade. Det fanns 24 rådsherrar på 1300-talet. Tillsammans formade de dels ett så kallat sittande råd, dels ett vilande råd. Medlemmarna alternerade årsvis mellan de två rollerna. Man upphörde med det alternerande arbetssättet på 1400-talet. Då bestod rådet av endast 14 rådsherrar. Förutom rådsherrarna ingick fyra borgmästare och en rådsbokhållare i rådet i Tallinn. Ämbetet som rådsherre var livsvarigt. Medlemmarna rekryterades från det Stora gillet. Rådsherrarnas bänkar från 1300- och 1400-talen ingår i rådhusets samlingar av historiska föremål.
Rådhusets torn förstördes i samband med luftbombningar under andra världskriget i mars 1944 och rekonstruerades 1952. Tornet är 64 meter högt.
1530 placerades en vindflöjel högst upp på tornspiran. Den kallas Vana Toomas. Den skadades 1944 och ersattes med en kopia 1952. En tredje version av Vana Toomas monterades i samband med spirans renovering 1996. Vana Toomas är en symbol för Tallinn och Estland på liknande sätt som Tre kronor för Sverige. Den ursprungliga vindflöjeln förvaras inne i rådhuset. Kopian från 1952 finns i Tallinns stadsmuseum.

## Bildgalleri

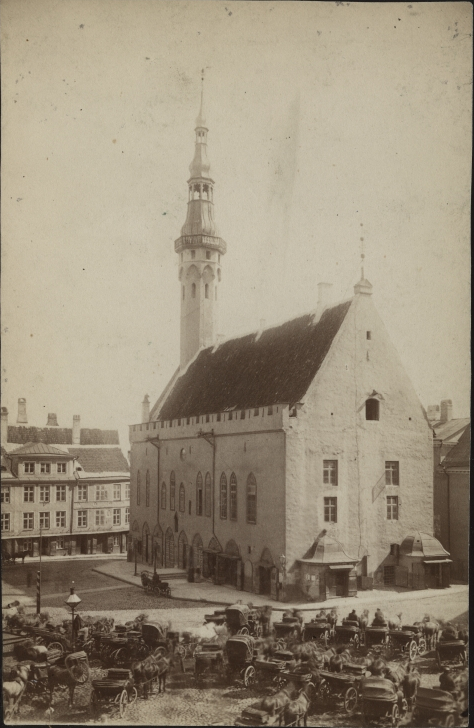
Tallinns rådhus omkring 1885—1890
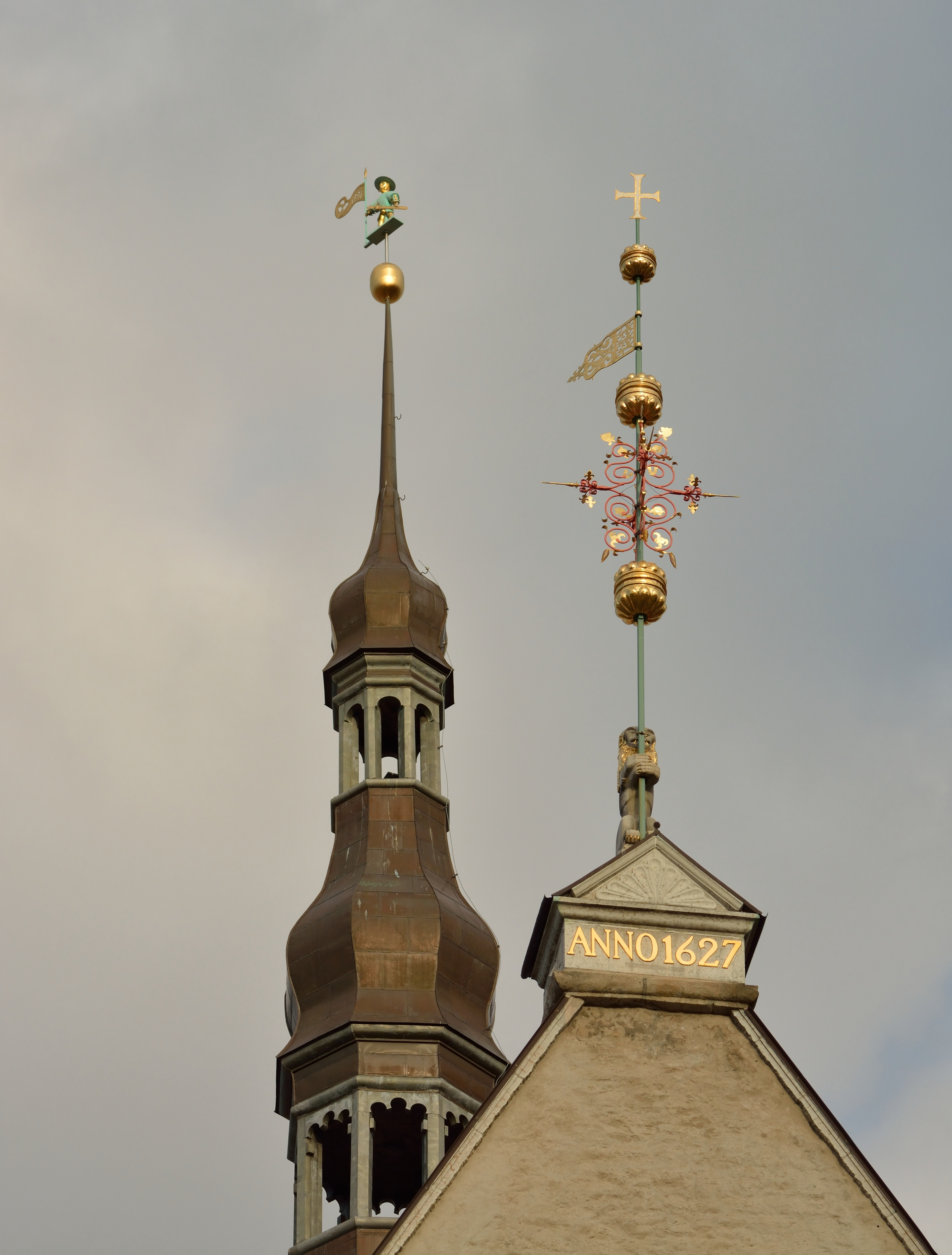
Till vänster spiran med Vana Toomas
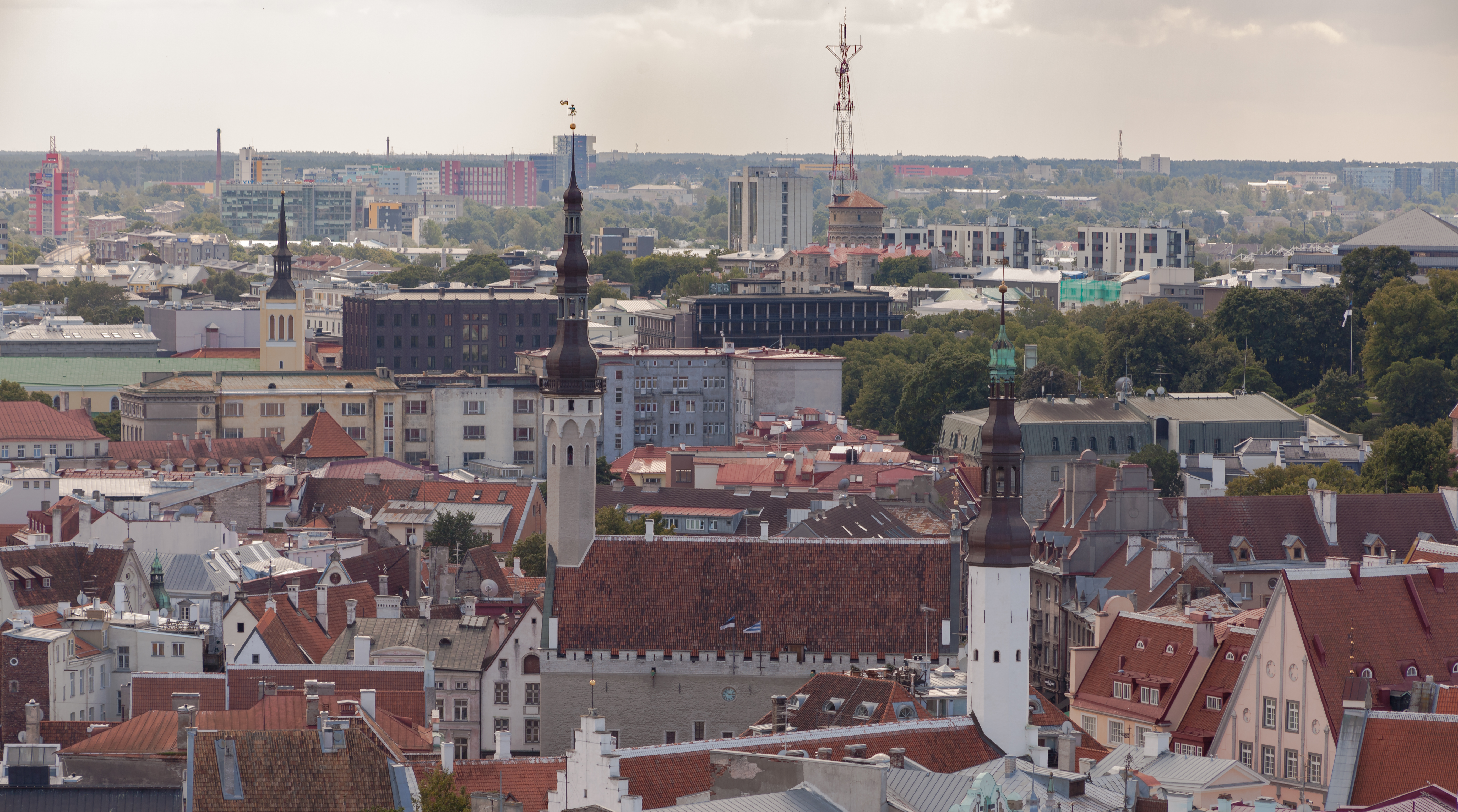
Utsikt mot Rådhuset från Sankt Olavs kyrka

### Allmänna källor
- Tallinns rådhus på www.visitestonia.com. Läst 24 mars 2018.
- Rådhuset i Tallinn på www.tallinnportalen.se. Läst 24 mars 2018.
- Tallinnan raatihuoneen torni ("Tornet till Tallinns rådhus") på tallinnaa.com. Läst 24 mars 2018.